# Mesembrius gracilifolius
Mesembrius gracilifolius är en tvåvingeart som beskrevs av Li 1996. Mesembrius gracilifolius ingår i släktet Mesembrius och familjen blomflugor. Inga underarter finns listade i Catalogue of Life.